# Wereldkampioenschappen moderne vijfkamp 1950
De wereldkampioenschappen moderne vijfkamp 1950 werden gehouden in Bern.

## Medailles

### Mannen
| Onderdeel   | Goud | Goud                                | Zilver | Zilver                                    | Brons | Brons                                             |
| ----------- | ---- | ----------------------------------- | ------ | ----------------------------------------- | ----- | ------------------------------------------------- |
| Individueel | SWE  | Lars Hall                           | ITA    | Duilio Brignetti                          | FIN   | Lauri Vilkko                                      |
| Team        | SWE  | Bertil Haase Lars Hall Thor Henning | FIN    | Viktor Platan Ville Taalikka Lauri Vilkko | ITA   | Duilio Brignetti Gianni Cantoni Giulio Palmonella |

### Medaillespiegel
| Plaats | Land    | Goud | Zilver | Brons | Totaal |
| 1      | Zweden  | 2    | 0      | 0     | 2      |
| 2      | Finland | 0    | 1      | 1     | 5      |
| 3      | Italië  | 0    | 1      | 1     | 1      |
| Totaal | Totaal  | 2    | 2      | 2     | 6      |